# Laurent Eudeline
Pour les articles homonymes, voir Eudeline.
Laurent Eudeline, né le 1er novembre 1960 à Fourmetot dans l'Eure, est un coureur cycliste français, actif des années 1970 à 1990.

## Biographie
Laurent Eudeline commence le cyclisme à l'Entente Cycliste Pont-Audemérienne en 1975. Il est titulaire d'un BEP en mécanique, obtenu en 1978. 
Resté amateur durant toute sa carrière, il a été sélectionné en équipe de France, notamment pour les mondiaux amateurs de 1987 à Villach où il s'est classé 79e. En 1992, il remporte Liège-Bastogne-Liège amateurs.
En 2001 et 2002, il est président du VC Évreux. Il reprend ce poste en fin d'année 2022.

## Palmarès
- 1980
  - 3e du Grand Prix de Luneray
- 1981
  - 2e de Paris-Barentin
  - 4e étape du Tour de la Manche
- 1982
  - 2e du Ruban granitier breton
  - 3e de Paris-Troyes
- 1983
  - 2e de Paris-Mantes
  - 2e de Paris-L'Aigle
  - 3e du Tour de la Manche
- 1984
  - Tour du Saosnois
  - Prix de la Voix du Nord
  - 1re étape de la Route de France[5]
  - 2e étape des Trois Jours de Saint-Martin-de-Landelles
  - 3e de Paris-Montargis
  - 3e du Tour de Seine-et-Marne
- 1985
  - Challenge du Pays de Caux
  - 2e étape du Tour de la Manche
  - 1re étape du Tour de Martinique
  - Rouen-Gisors
  - Grand Prix de Gerponville
  - 3e de Créteil-Reims
- 1986
  -  Champion de France ASTT
  - 10e étape du Tour d'Autriche
  - 4e étape du Tour de la Vienne
  - 3e du Tour de la Manche
  - 3e de Paris-Vailly
- 1987
  - Circuit de la Vallée de la Loire
  - 3e étape du Circuit Berrichon
  - Tour de la Manche
  - 4e étape du Regio-Tour
  - 2e du Regio-Tour
  - 3e du Grand Prix de Chardonnay
- 1988
  - Grand Prix de La Londe-les-Maures
  - 3e du Prix Fréquence-Nord
  - 3e de Paris-Lisieux
- 1989
  - 2e du Grand Prix de Peymeinade
  - 3e de la Ronde de l'Oise
  - 3e du Circuit du Roumois
- 1990
  - Paris-Fécamp
  - Paris-Vailly
  - Paris-Sainte-Maure-de-Touraine
  - Paris-Lisieux
  - Circuit de l'Aisne
  - 2e de la Boucle de l'Artois
  - 2e de Paris-Chauny
  - 2e du Circuit du Roumois
  - 3e de Tercé-Tercé
- 1991
  - Paris-Lisieux
  - 2e du championnat d'Île-de-France
  - 2e du Prix de la Saint-Laurent
  - 2e du Tour de la Porte Océane
  - 3e du Grand Prix de Blangy-sur-Bresle
  - 3e du Circuit des Matignon
- 1992
  - Liège-Bastogne-Liège amateurs
  - 2e du Circuit des Remparts
- 1993
  - Circuit Berrichon :
    - Classement général
    - 3e étape (contre-la-montre)

  - 2e du Tour de la Manche
  - 2e du Grand Prix de Cannes amateurs
  - 3e du Grand Prix de Luneray
- 1994
  - Grand Prix de Blangy-sur-Bresle
  - 2e étape du Grand Prix Liberté Dimanche
  - 2e du Grand Prix Liberté Dimanche
  - 3e du championnat de Normandie
- 1995
  - Grand Prix Michel-Lair
  - 2e de Paris-Vierzon
  - 2e du Prix de la Saint-Laurent